# Dreamin' My Dreams
Dreamin' My Dreams es el quinto álbum de estudio —y el primero de la década de 1970— publicado en 1976 por la discográfica NEMS de la cantante británica Marianne Faithfull. A diferencia de sus anteriores discos, éste ha sido completamente influenciado por la música country, por lo que se convirtió en la única obra de este género publicada en toda su carrera artística.
Este álbum fue notorio por el evidente cambio de voz de Faithfull, debido a una laringitis severa que tuvo junto al hecho de que consumía cigarrillos, alcohol y cocaína. El álbum fue número uno en la lista de álbumes irlandesa.
Luego de dos años, en 1978, se relanzó con una portada totalmente diferente y más producida que la versión original, bajo el título de Faithless. Se reemplazó algunas de sus canciones por otras grabadas exclusivamente para esta reedición.
Los músicos en ambas versiones del álbum eran miembros de una banda de rock llamada The Grease Band.

## Composiciones
En sello NEMS representaba a Allen Reynolds, conocido por su trabajo con cantantes de country como Waylon Jennings y Crystal Gayle. Por lo tanto, la mayor parte del álbum son versiones de canciones country.
De Jennings versionó "Dreamin' My Dreams" (originalmente "Dreaming my Dreams With You"), escrita por Reynolds y primer corte de difusión que da título al álbum, bajo la producción de Bill Landis, y "This Time", escrita por Jennings, bajo la producción de Derek Wadsworth.
De Gayle versionó "Wrong Road Again", con la producción de Wadsworth, un sencillo que Gayle lanzó en septiembre de 1974, y "Somebody Loves You", de diciembre de 1975, producido por John Worth. Ambos escritos por Reynolds.
Otras versiones fueron las de Jessi Colter, esposa de Jennings, "I'm not Lisa", con producción de Worth, y "I'm Looking for Blue Eyes" (originalmente llamada "What's Happened to Blue Eyes").
"The Way You Want Me to Be", una canción lanzada como sencillo, el 23 de mayo de 1975, por Lamplight, escrita por David Price y Thomas Kelly y producida por Wadsworth.
"Wrong Road Again" y "Somebody Loves You", sencillos de Crystal Gayle. Ambos de 1975 y escritos por Reynolds. El primero fue versionado con la producción de Wadsworth y el segundo con la de Worth.
"All I Wanna Do in Life" de Chip Hawkes, con letra de Raynolds y Sandy Mason Theoret, producida por Worth.
"Vanilla O'Lay" de Jackie DeShannon, quien ya había estado trabajando con Faithfull desde su época en Decca, escribiendo sencillos como "Come and Stay with Me", de su álbum homónimo. Producida por Wadsworth.
Y "Sweet Little Sixteen", una canción de Rock and Roll escrita por Chuck Berry, quien lanzó como sencillo en enero de 1958.
La única canción original fue "Lady Madelaine", escrita por Marianne Faithfull, Bill Landis y Bill Shepherd, y producida por Landis.
Esta trata sobre Madeleine D'Arcy, una bailarina irlandesa de 27 años, amiga de Marianne y Anita Pallenberg. Por quien el fotógrafo británico, Spanish Tony, dejó a su esposa y a sus dos hijos algunos años antes. Madeleine fue encontrada sin vida por Marianne, debido a una sobredosis. Según Marianne, ella eliminó la evidencia antes de que llegara la policía. Luego de dos semanas de su muerte Spanish Tony, comenzó a consumir heroína por primera vez.
Para su reedición "Faithless", se grabaron cuatro nuevas canciones bajo la producción de Bob Potter (una original y tres versiones).
Las versiones fueron, "Wait for Me Down by the River" de Bob Johnson, "I'll Be Your Baby Tonight" de Bob Dylan y "Honky Tonk Angels", de Al Montgomery, que fue grabada como un tributo a Gram Parsons, quien falleció de una sobredosis accidental en octubre de 1973.
La composición original para esta reedición fue "That Was the Day (Nashville)", escrita por Faithfull.

## Promoción

### Sencillos
El primer sencillo lanzado fue "Dreamin' My Dreams", con "Lady Madelaine" como lado B ("Wrong Road Again" en Francia), canción que le da nombre al álbum, dos meses antes del lanzamiento del mismo, el 8 de noviembre de 1975.
Sin embargo llegó a las listas irlandesas recién el 10 de marzo, después de estrenar el álbum, manteniéndose por nueve semanas en el Top 20, alcanzando el número 1.
El segundo sencillo fue "All I Wanna Do in Life", el 10 de septiembre de 1976, con "Wrong Road Again" como lado B ("Lady Madelaine" en Países Bajos y "Vanilla O'Lay" en Irlanda). El 10 de noviembre ingresa en las listas irlandesas, por 5 semanas, alcanzando el puesto 21.
"Wrong Road Again" es elegido como tercer sencillo, con "The Way You Want Me To Be" como lado B, e ingresa el 2 de junio al Top 30 de la lista irlandesa, compitiendo con la versión de Brendan Shine. El 30 de junio pasa al Top 20 dicha lista, por tres semanas, alcanzado el número 10 y superando la versión de Shine.
Más tarde, en 1978, debido al lanzamiento de "Faithless", es relanzado en Países Bajos junto a "That Was The Day (Nashville)" como lado B.
La cuarta y última canción elegida como sencillo, fue "The Way You Want Me To Be" (ya como parte de la promoción de "Faithless") junto a "That Was The Day (Nashville)", como lado B, en septiembre de 1978. Dicho sencillo no ingresó en ninguna lista y no tuvo repercusión, como los anteriores.

## Lista de canciones
- Dreamin' My Dreams

| Lado 1 |                             |                           |                 |          |  |
| N.º    | Título                      | Escritor(es)              | Productor(es)   | Duración |  |
| 1.     | «Dreamin' My Dreams»        | Allen Reynolds            | Bill Landis     | 3:20     |  |
| 2.     | «Fairy Tale Hero»           | John Rostill              | John Worth      | 3:24     |  |
| 3.     | «This Time»                 | Waylon Jennings           | Derek Wadsworth | 3:03     |  |
| 4.     | «I'm Not Lisa»              | Jessi Colter              | John Worth      | 3:20     |  |
| 5.     | «The Way You Want Me to Be» | David Price, Thomas Kelly | Derek Wadsworth | 2:08     |  |
| 6.     | «Wrong Road Again»          | Allen Reynolds            | Derek Wadsworth | 2:49     |  |

| Lado 2 |                             |                                               |                 |          |  |
| N.º    | Título                      | Escritor(es)                                  | Productor(es)   | Duración |  |
| 1.     | «All I Wanna Do in Life»    | Allen Reynolds, Sandy Mason Theoret           | John Worth      | 2:43     |  |
| 2.     | «I'm Looking for Blue Eyes» | Mirriam Eddy                                  | John Worth      | 1:59     |  |
| 3.     | «Somebody Loves You»        | Allen Reynolds                                | John Worth      | 2:53     |  |
| 4.     | «Vanilla O'Lay»             | Jackie DeShannon                              | Derek Wadsworth | 3:58     |  |
| 5.     | «Lady Madelaine»            | Marianne Faithfull, Bob Landis, Bill Shepherd | Bill Landis     | 4:23     |  |
| 6.     | «Sweet Little Sixteen»      | Chuck Berry                                   | John Worth      | 2:50     |  |

- Faithless (1978, versión reeditada del álbum Dreamin' My Dreams)

| Lado 1 |                                 |              |               |          |  |
| N.º    | Título                          | Escritor(es) | Productor(es) | Duración |  |
| 1.     | «Dreamin' My Dreams»            |              |               | 3:19     |  |
| 2.     | «Vanilla O'Lay»                 |              |               | 3:58     |  |
| 3.     | «Wait for Me Down by the River» | Bob Johnson  | Bob Potter    | 3:36     |  |
| 4.     | «I'll Be Your Baby Tonight»     | Bob Dylan    | Bob Potter    | 3:54     |  |
| 5.     | «Lady Madelaine»                |              |               | 4:24     |  |
| 6.     | «All I Wanna Do in Life»        |              |               | 2:44     |  |

| Lado 2 |                                |                  |               |          |  |
| N.º    | Título                         | Escritor(es)     | Productor(es) | Duración |  |
| 1.     | «The Way You Want Me to Be»    |                  |               | 2:08     |  |
| 2.     | «Wrong Road Again»             |                  |               | 2:49     |  |
| 3.     | «That Was the Day (Nashville)» | Faithfull        | Bob Potter    | 4:17     |  |
| 4.     | «This Time»                    |                  |               | 3:04     |  |
| 5.     | «I'm Not Lisa»                 |                  |               | 3:20     |  |
| 6.     | «Honky Tonk Angels»            | Joseph D. Miller | Bob Potter    | 4:06     |  |

Nota
- En 1988, una reedición alemana de Faithless en disco compacto contenía también las canciones «Somebody Loves You» y «Fairy Tale Hero» añadidas al final de su disco procedentes del álbum Dreamin' My Dreams. Ambas no se encontraban anotadas en la carátula trasera de la reedición, pero sí sobre la etiqueta del propio CD. Además, las dos canciones estaban acreditadas erróneamente como compuestas por Marianne Faithfull. «Fairy Tale Hero» estuvo reflejada incluso con un nuevo título, «Georgia».[4]

Faithless se reeditó también en Estados Unidos con ese mismo título y como No Regrets en CD con cuatro pistas adicionales en 1991 y 2008, respectivamente. Las cuatro pistas eran las canciones «Somebody Loves You», «Fairy Tale Hero», «I'm Looking for Blue Eyes» y «Sweet Little Sixteen» aparecidas desde el principio en el álbum Dreamin' My Dreams.
DREAMIN' MY DREAMS

## Historial de lanzamiento a nivel mundial
- Dreamin' My Dreams

| País        | Fecha de publicación    | Formato | Discográfica / Núm. cat.    |
| ----------- | ----------------------- | ------- | --------------------------- |
| Reino Unido | Enero de 1976           | Vinilo  | Nems NEL 6007               |
| Irlanda     | 1976                    | Vinilo  | Decca NEL 6007              |
| Reino Unido | 22 de noviembre de 2004 | CD      | Castle Music CMRCD 988      |
| Japón       | 4 de julio de 2007      | CD      | Air Mail Archive AIRAC-1375 |

- Faithless

| País           | Fecha de publicación     | Título                            | Formato          | Discográfica / Núm. cat.                      |
| -------------- | ------------------------ | --------------------------------- | ---------------- | --------------------------------------------- |
| Reino Unido    | Marzo de 1978            | Faithless                         | Vinilo           | NEMS NEL 6012                                 |
| Estados Unidos | 1978                     | Faithless                         | Casete           | NEMS NEL 6012                                 |
| Países Bajos   | 1978                     | Faithless                         | Vinilo           | NEMS NEL 6012                                 |
| Suecia         | 1978                     | Faithless                         | Vinilo           | NEMS NEL 6012                                 |
| Australia      | 1978                     | Faithless                         | Vinilo           | NEMS L 36545                                  |
| Canadá         | 1978                     | Faithless                         | Vinilo           | Immediate IMM 501                             |
| Estados Unidos | 1978                     | Faithless                         | Casete           | Solid Rock 3217                               |
| Francia        | 1978                     | Faithless                         | Vinilo           | Arabella 200 134                              |
| Francia        | 1978                     | Faithless                         | Vinilo           | Eurodisc 913 204 / 25370                      |
| Países Bajos   | 1978                     | Faithless                         | Vinilo           | NEMS SRL 910.029                              |
| Reino Unido    | 1988                     | Faithless                         | CD y vinilo      | Castle Classics CLACD 148, CLALP 148          |
| Alemania       | abril de 1988            | Faithless                         | CD               | Castle Communications PLC CLACD148            |
| Alemania       | 1988                     | Faithless                         | CD               | Gate Records GACD 9.00545 O                   |
| Reino Unido    | 1991                     | Dreamin' My Dreams                | CD               | Woodford Music WMCD 5648                      |
| Estados Unidos | 1991                     | Faithless                         | CD y casete      | Sony Music Special Products AK46963, AT 46963 |
| Europa         | 1994                     | The Great Marianne Faithfull      | CD y casete      | Great Music GREAT 008, GREAT 408              |
| Países Bajos   | 1996                     | Le Meilleur De Marianne Faithfull | CD               | Les Meilleurs CF 872102                       |
| Reino Unido    | 1988                     | Faithless                         | CD               | Castle Communications PLC CLACD148            |
| Reino Unido    | 19 de abril de 1999      | Faithless                         | CD               | Castle Music, Essential ESMCD 713             |
| Reino Unido    | 18 de abril de 2000      | Faithless                         | CD               | Castle Music CMACD 584                        |
| Reino Unido    | 25 de septiembre de 2001 | Faithless                         | CD               | Sanctuary 81118                               |
| Estados Unidos | 2007                     | No Regrets                        | CD               | The Great American Music Company CD-GA-876    |
| Estados Unidos | 12 de enero de 2008      | No Regrets                        | Descarga digital | The Great American Music Company/F2K          |

## Créditos y personal
| - Marianne Faithfull – voz - Henry McCullough – guitarra solista, bandolín, coros - Neil Hubbard – guitarra, pedal steel guitar - Mick Weaver – piano, órgano, sintetizador - Alan Spenner – bajo, coros - Bruce Rowland – batería | - Bill Landis – producción ("Dreamin' My Dreams" y "Lady Madelaine") - Derek Wadsworth – producción ("This Time", "The Way You Want Me to Be", "Wrong Road Again" y "Vanilla O'Lay") - John Worth ("Fairy Tale Hero", "I'm Not Lisa", "All I Wanna Do in Life", "I'm Looking for Blue Eyes", "Somebody Loves You" y "Sweet Little Sixteen") - Bob Potter – producción ("Wait for Me down by the River", "I'll Be Your Baby Tonight", "That Was the Day (Nashville)" y "It Wasn't God Who Made Honky Tonk Angels") - RB/David Redfern – fotografía (Dreamin' My Dreams) |